# Universíada de Verão de 2007
A XXIV Universíada de Verão foi realizada em Banguecoque, Tailândia entre 8 e 18 de Agosto de 2007. A cerimônia de abertura foi realizada no Estádio Rajamangala.

## Processo de candidatura
Banguecoque foi eleita cidade-sede em 14 de janeiro de 2003, durante a reunião do comitê executivo da Federação Internacional do Esporte Universitário (FISU) em Trieste na Itália, deixando para trás Saskatoon (Canadá), que retirou sua candidatura em 16 de dezembro de 2002, Poznań (Polônia), Kaohsiung (Taipé Chinês) e Monterrei (México).

## Modalidades

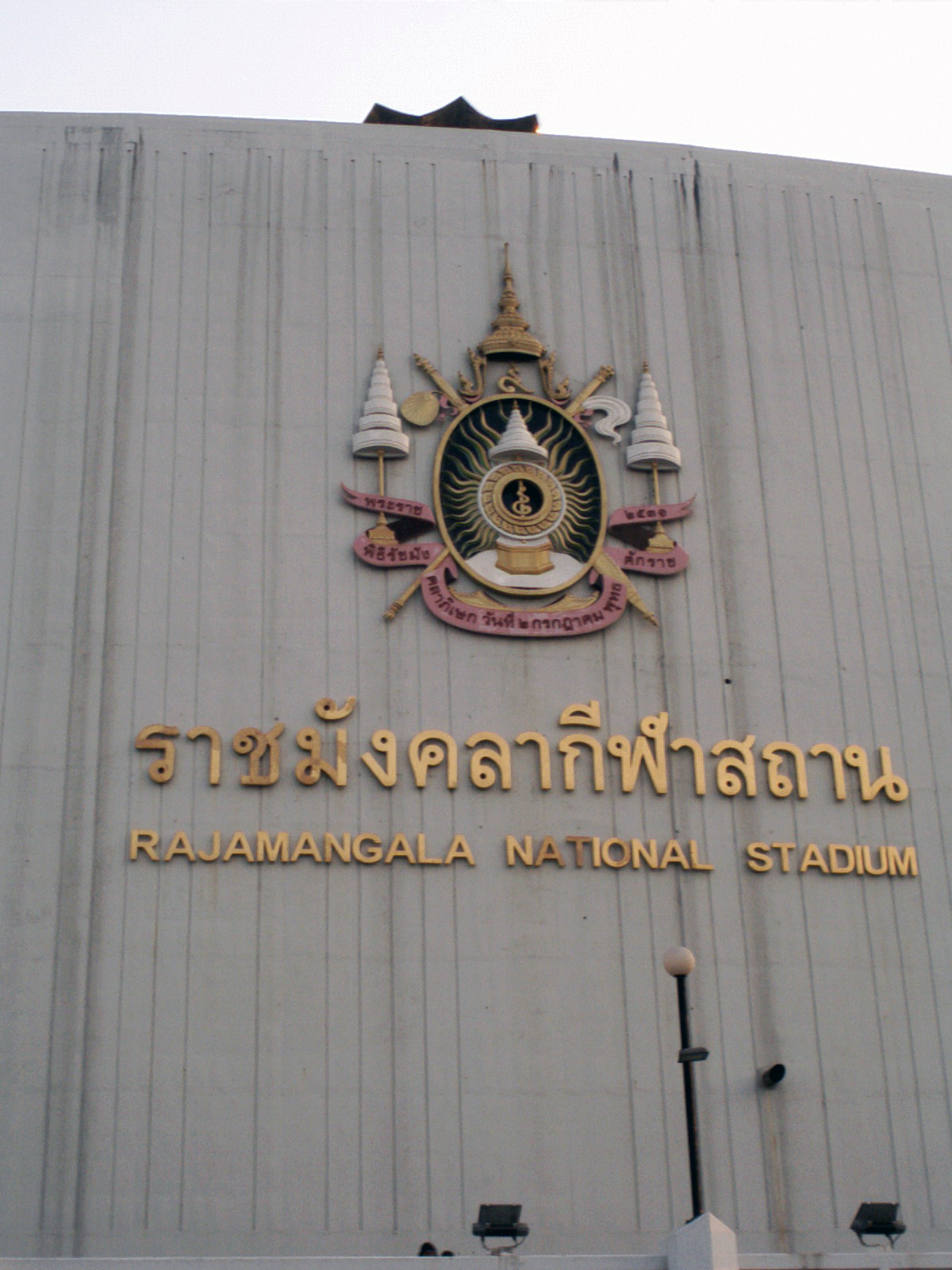
O Estádio Rajamangala, local das cerimônias de abertura e encerramento e uma das sedes do futebol.

Essas foram as modalidades disputadas. Os números entre parênteses representam o número de eventos de cada modalidade:

### Obrigatórias
As modalidades obrigatórias (oito esportes) são determinadas pela Federação Internacional do Esporte Universitário (FISU) e, salvo alteração feita na Assembléia Geral da FISU, valem para todas as Universíadas de Verão. A partir dessa edição o Judô e o Tênis de mesa se tornaram eventos obrigatórios.
| - Atletismo (46) - Basquetebol (2) - Esgrima (12) - Futebol (2) - Ginástica artística (14) - Ginástica rítmica (8) - Judô (18) | - Natação (40) - Polo aquático (1) - Saltos ornamentais (12) - Tênis (5) - Tênis de mesa (7) - Voleibol (2) |

### Opcionais
As modalidades opcionais são determinadas pela Federação Nacional de Esportes Universitários (National University Sports Federation - NUSF) do país organizador e devem ser de, no mínimo, três esportes.
| - Badminton (6) - Golfe (4) - Softbol (1) | - Taekwondo (16) - Tiro (37) |

## Calendário
As caixas em azul representam uma competição ou um evento qualificatório de determinada data. As caixas em amarelo representam um dia de competição valendo medalha. Cada ponto dentro das caixas representa uma disputa de medalha de ouro. A coluna "T" representa o total de finais da modalidade.
| ● | Cerimônia de abertura | ● | Competições | ● | Finais de competições | ● | Cerimônia de encerramento |

| Agosto              | 7 | 8 | 9   | 10       | 11       | 12       | 13         | 14    | 15     | 16  | 17  | 18  | T   |
| ------------------- | - | - | --- | -------- | -------- | -------- | ---------- | ----- | ------ | --- | --- | --- | --- |
| Cerimônias          |   | ● |     |          |          |          |            |       |        |     |     | ●   |     |
| Atletismo           |   |   | ●●  | ●●●● ●●● | ●●●●     | ●●●●     | ●●●●● ●●●● | ●●●●● |        |     |     |     | 46  |
| Badminton           |   |   |     |          | ●        |          |            |       | ●●● ●● |     |     |     | 6   |
| Basquetebol         |   |   |     |          |          |          |            |       |        |     | ●   | ●   | 2   |
| Esgrima             |   |   |     |          | ●●       | ●●       | ●●         | ●●    | ●●     | ●●  |     |     | 12  |
| Futebol             |   |   |     |          |          |          |            |       |        |     | ●●  |     | 2   |
| Ginástica artística |   |   | ●   | ●        | ●●       | ●●●●●    |            |       |        |     |     |     | 14  |
| Ginástica rítmica   |   |   |     |          |          |          |            |       |        | ●●  | ●●● |     | 8   |
| Golfe               |   |   |     |          |          |          |            |       |        |     | ●●  |     | 4   |
| Judô                |   |   |     |          |          |          | ●●         | ●●    | ●●     | ●●  | ●●  |     | 18  |
| Natação             |   |   | ●●● | ●●●      | ●●●● ●●● | ●●●● ●●● | ●●●        | ●●●●  |        |     |     |     | 40  |
| Polo aquático       |   |   |     |          |          |          |            |       |        |     | ●   |     | 1   |
| Saltos ornamentais  |   |   |     |          |          |          |            |       | ●      | ●   | ●●  | ●●● | 12  |
| Softbol             |   |   |     |          |          |          |            |       |        |     | ●   |     | 1   |
| Taekwondo           |   |   | ●●  | ●●●      | ●●●      | ●●●      | ●●●        |       |        |     |     |     | 16  |
| Tênis               |   |   |     |          |          |          |            |       | ●●     | ●●● |     |     | 5   |
| Tênis de mesa       |   |   |     |          |          |          | ●●         | ●     | ●●     | ●●  |     |     | 7   |
| Tiro                |   |   |     | ●●       | ●●●●●●   | ●●●●●●   | ●●●●●●     |       |        |     |     |     | 40  |
| Voleibol            |   |   |     |          |          |          |            |       |        |     | ●   | ●   | 2   |
| Agosto              | 7 | 8 | 9   | 10       | 11       | 12       | 13         | 14    | 15     | 16  | 17  | 18  |     |
| Finais              |   |   | 15  | 21       | 35       | 42       | 38         | 25    | 16     | 14  | 22  | 8   | 236 |

## Medalhas
O Quadro de medalhas é uma lista que classifica as Federações Nacionais de Esportes Universitários (NUSF) de acordo com o número de medalhas conquistadas. Foram disputadas 236 finais em 18 modalidades. O país em destaque é o anfitrião.
A 1ª medalha de ouro foi conquistada pela atleta chinesa Jiang Qiuyan na marcha atlética (20km) com o tempo de 1 hora, 35 minutos e 22 segundos e foi entregue pelo presidente da Federação Internacional do Esporte Universitário (FISU), George E. Killian.
| Ordem                                                 | País               | Medalha de ouro | Medalha de prata | Medalha de bronze |    |  |
| ----------------------------------------------------- | ------------------ | --------------- | ---------------- | ----------------- | -- |  |
| 1                                                     | CHN China          | 33              | 31               | 28                | 92 |  |
| 2                                                     | RUS Rússia         | 28              | 28               | 39                | 95 |  |
| 3                                                     | UKR Ucrânia        | 28              | 20               | 18                | 66 |  |
| 4                                                     | JPN Japão          | 19              | 15               | 22                | 56 |  |
| 5                                                     | KOR Coreia do Sul  | 15              | 18               | 18                | 51 |  |
| 6                                                     | THA Tailândia      | 13              | 7                | 10                | 30 |  |
| 7                                                     | GER Alemanha       | 11              | 5                | 9                 | 25 |  |
| 8                                                     | USA Estados Unidos | 10              | 11               | 15                | 36 |  |
| 9                                                     | TPE Taipé Chinês   | 7               | 9                | 13                | 29 |  |
| 10                                                    | ITA Itália         | 6               | 7                | 9                 | 22 |  |
|                                                       |                    |                 |                  |                   |    |  |
| 29                                                    | BRA Brasil         | 1               | 3                | 6                 | 10 |  |
|                                                       |                    |                 |                  |                   |    |  |
| 37                                                    | POR Portugal       | 1               | 1                |                   | 2  |  |
|                                                       |                    |                 |                  |                   |    |  |
| 54                                                    | MOZ Moçambique     |                 | 1                |                   | 1  |  |
| Os demais países lusófonos não conquistaram medalhas. |                    |                 |                  |                   |    |  |

### Vencedores por modalidade
Não houve uma concentração de vencedores por modalidade. A Ucrânia venceu em três modalidades: esgrima, ginástica rítmica e futebol. Esses esportes deram ao país 19 das 66 medalhas e 11 dos 28 ouros. Venceram em duas modalidades: a China (saltos ornamentais e tênis de mesa), o Japão (ginástica artística e judô), a Rússia (atletismo e tiro) e os anfitriões (badminton e tênis). As demais modalidades ficaram com apenas um país: Austrália (basquetebol), Canadá (softbol), Coreia do Norte (futebol), Coreia do Sul (taekwondo), Estados Unidos (natação), Lituânia (basquetebol), México (golfe), Montenegro (polo aquático), Polônia (voleibol) e Turquia (voleibol).

### Atletas multimedalhistas

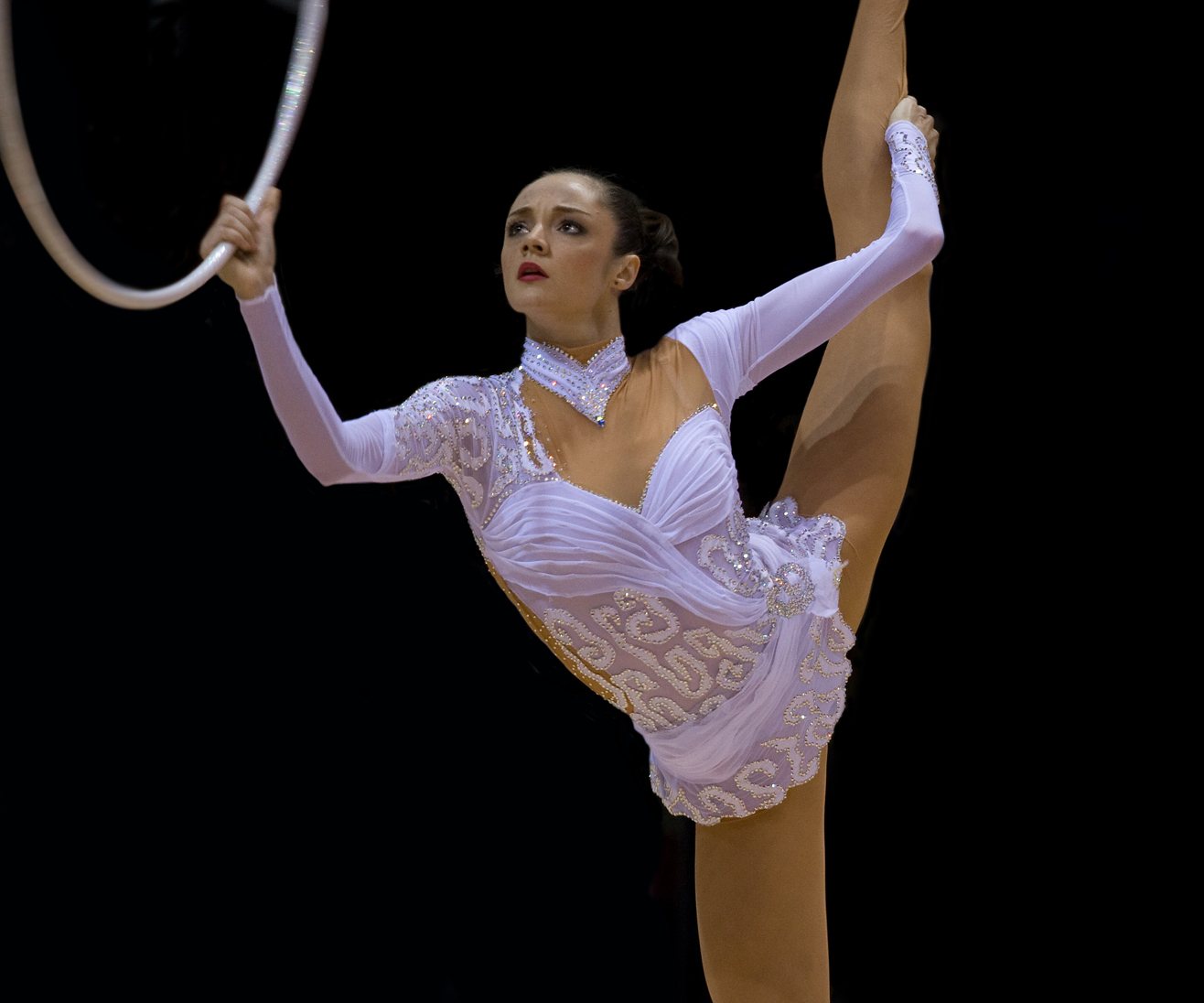
Anna nas finais da Copa do Mundo de Ginástica artística (Benidorm 2008)

Os atletas com maior número de medalhas (sem considerar diferenciação entre elas) são:
| Modalidade          | Atleta                |   |   |   | Total |
| ------------------- | --------------------- | - | - | - | ----- |
| Ginástica artística | CHN Fan Ye            | 2 | 1 | 2 | 5     |
| Ginástica rítmica   | UKR Anna Bessonova    | 5 |   |   | 5     |
| Natação             | USA Adam James Ritter | 3 | 2 |   | 5     |

Considerando o "peso" das medalhas, a grande vencedora foi a ginasta ucraniana Anna Bessonova que conquistou as cinco medalhas de ouro individuais da ginástica rítmica: individual geral, aro, corda, fita e maças.